# Häggviks station
Häggvik är en station på Stockholms pendeltågsnät, grenen mot Märsta. Den är belägen i kommundelen Häggvik inom Sollentuna kommun, 15,3 km från Stockholm C. Entrén ligger i norra änden av plattformen och nås via en gångtunnel. Stationen hade år 2011 cirka 2 200 påstigande per dygn.

## Historik
Den ursprungliga lokaltågshållplatsen på dåvarande Norra stambanan (som numera ingår i Ostkustbanan) öppnades år 1932. Initiativet kom från boende i området och mark skänktes till dåvarande Statens Järnvägar av J A O Häggberg, som grundat samhället Häggvik i början av 1900-talet. 
Den nuvarande anläggningen togs i bruk år 1996 i samband med att banan byggdes ut till att omfatta fyra spår. 
Artisten Ted Gärdestad begick självmord vid denna station den 22 juni 1997.

## Sydlig uppgång och tidigare planer på regionaltågsstation
Utbyggnaden till fyra spår på sträckan Ulriksdal–Rosersberg genomfördes mellan 1991 och 1996. I samband med utbyggnaden utreddes möjligheten till en regionaltågsstation i Häggvik med arbetsnamnet Stockholm Nord, även känt som Station Nord.
Häggvik valdes som stationsläge framför Ulriksdal, Sörentorp och Rotebro på grund av dess korsning med den yttre tvärleden. En finansiering av stationen kunde inte beslutas. Dock ledde utredningen fram till en principöverenskommelse om att inkludera stationen i ett framtida planeringsunderlag.
Förberedelser för en framtida regionaltågsstation har skett vid spårutbyggnaden, då genom att göra en breddning av bron vid byggandet av Häggviksleden, vilket möjliggör ytterligare två yttre spår.
Vid Häggvik finns sedan utbyggnaden även ett vändspår mellan de fyra järnvägsspåren. En ny utredning för en nordlig regionaltågsstation genomfördes 2013 av Trafikverket, och där avfördes Häggvik som alternativ av samhällsekonomiska skäl. Sollentuna kommun har 2021 tagit bort anspråket på regionaltågsstation i Häggvik med utgångspunkt i att stationsläget inte finns med i den regionala planen RUFS 2050.
Frågan om en sydlig uppgång för den befintliga pendeltågsstationen har levt vidare. En avsiktsförklaring om att färdigställa den sydliga uppgången innan slutet av 2025 har tecknats av Sollentuna kommun, Trafikverket samt Trafikförvaltningen vid Region Stockholm. Ett avtal för genomförande och finansiering beslutades i september 2021 i Sollentuna kommunfullmäktige. Efter kostnadsökningar försenades bygget och ingen byggstart skedde under 2023.

## Galleri

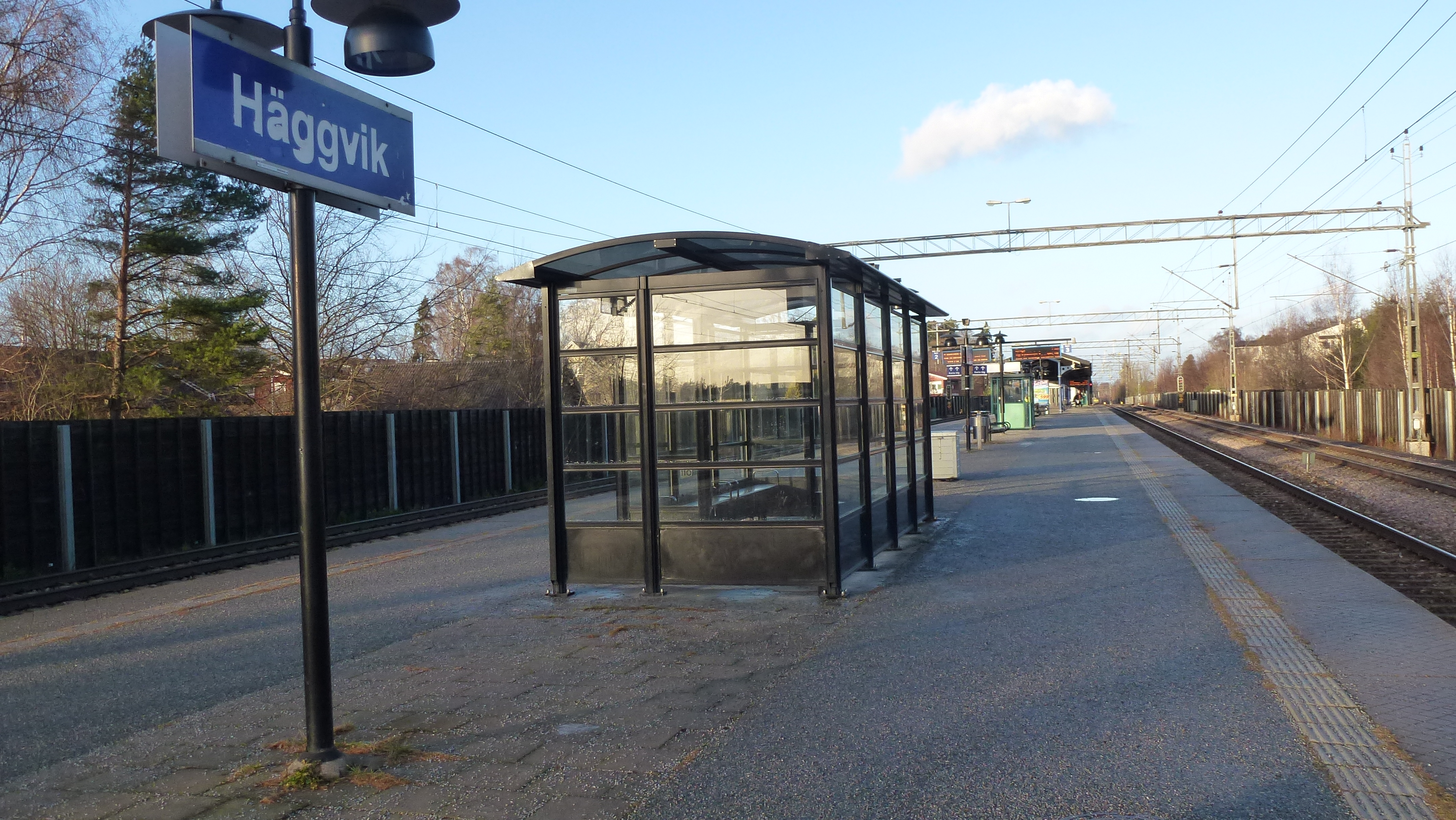
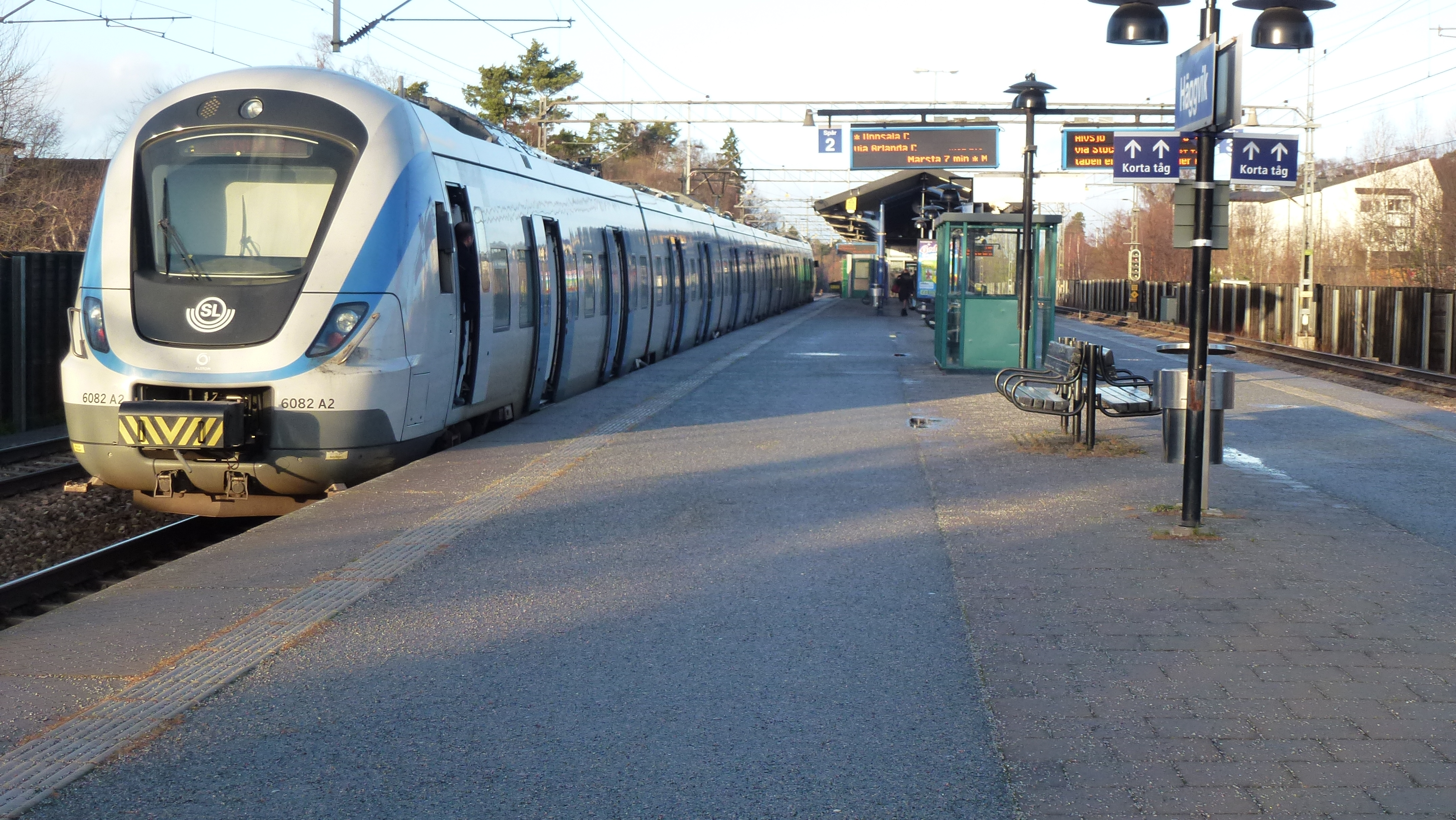
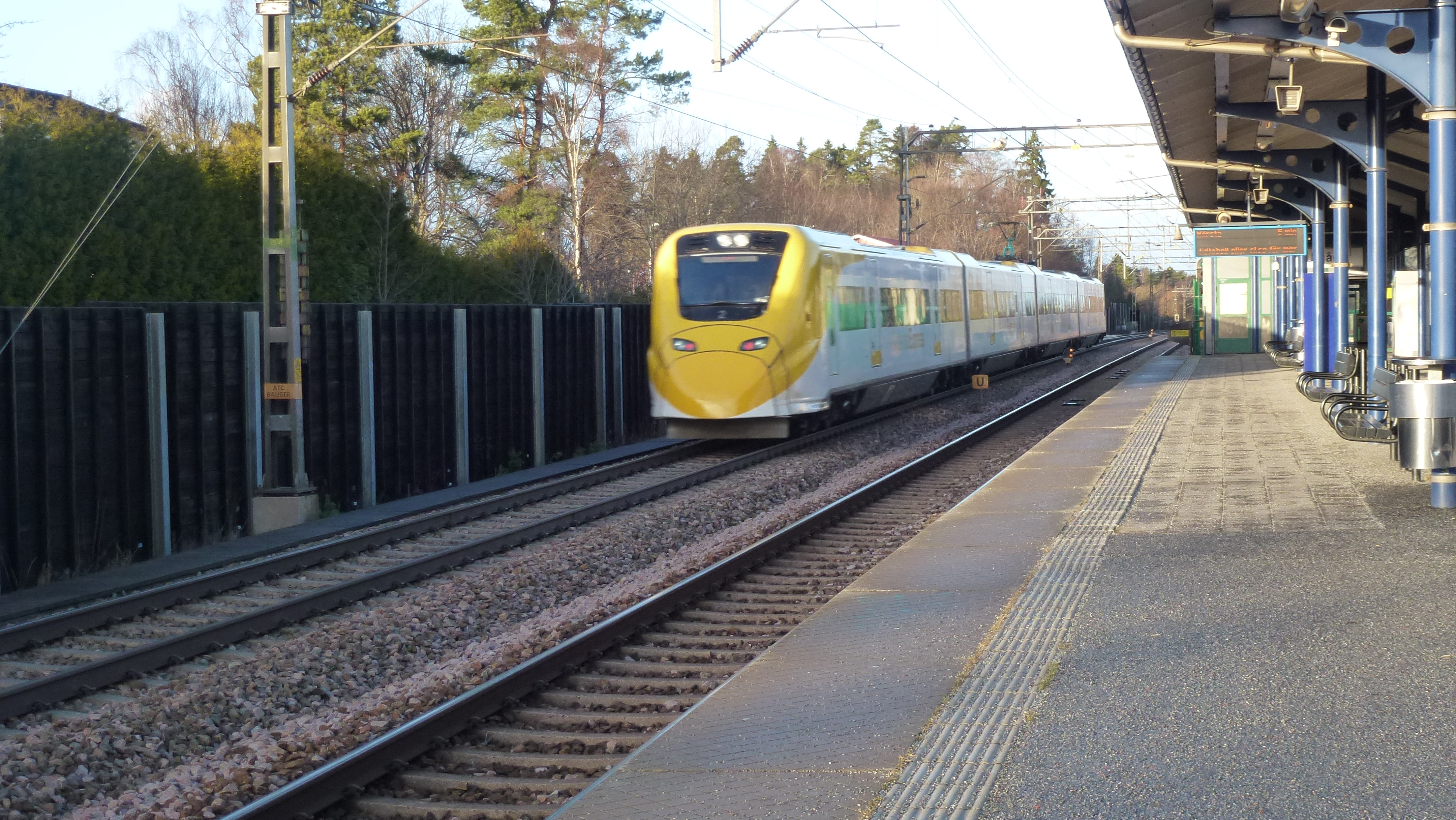
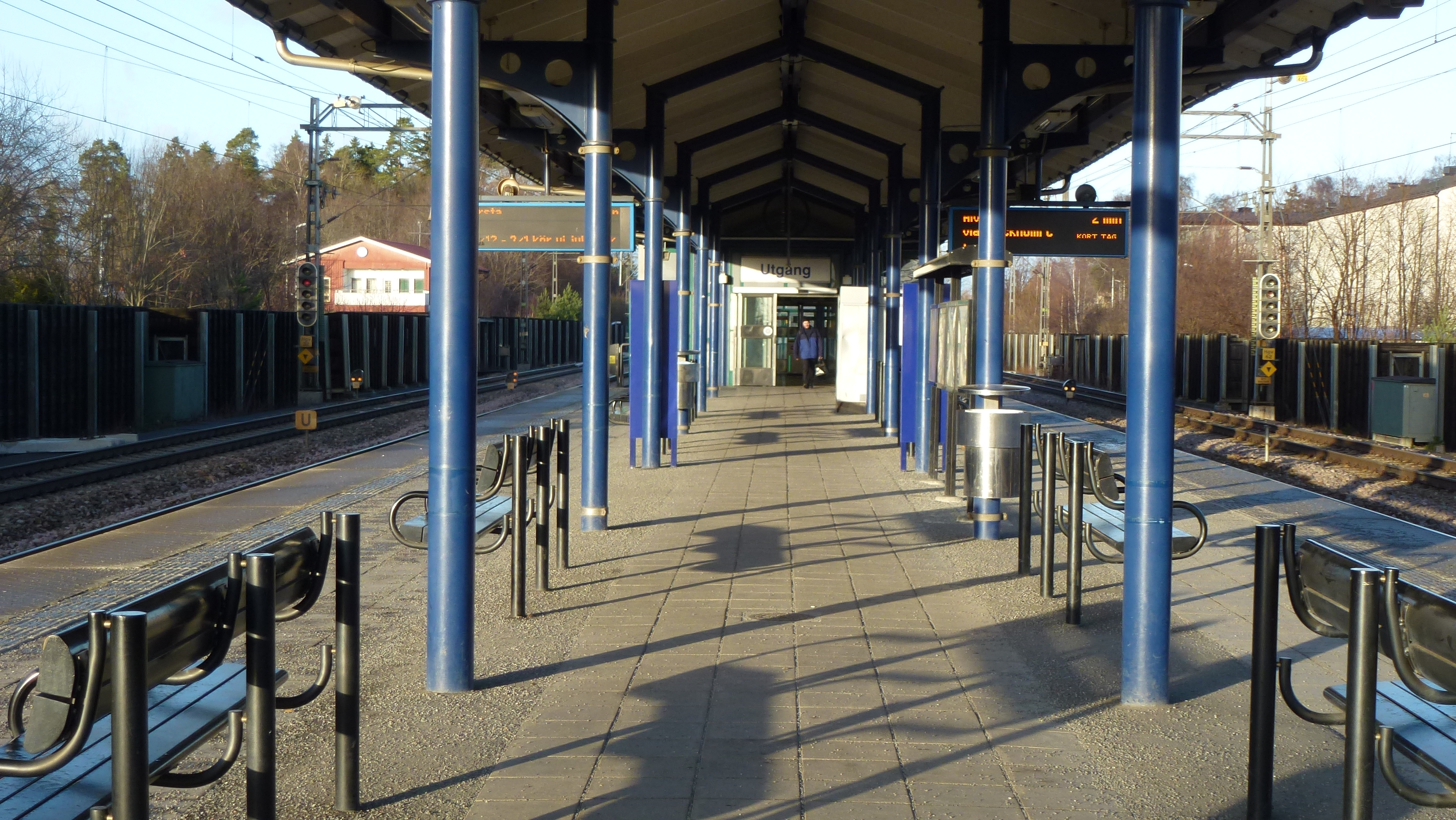
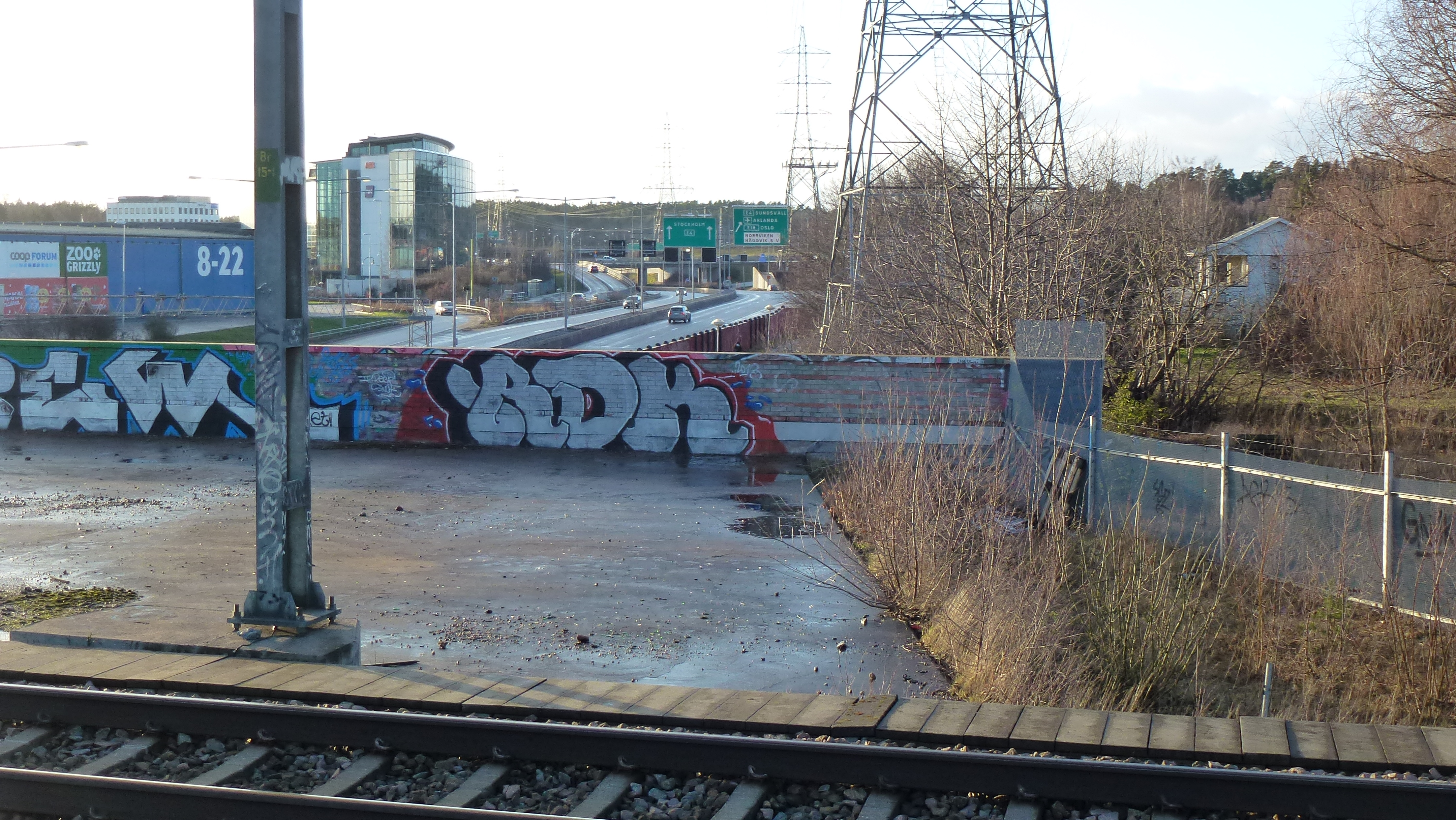